# Joel Goldsmith
Joel Goldsmith (19. listopadu 1957 – 29. dubna 2012) byl americký hudební skladatel, syn Oscarem oceněného skladatele Jerryho Goldsmithe. Byl hlavním skladatelem v seriálech a filmech Hvězdné brány, ačkoliv znělku pro seriál složil David Arnold. V případě Hvězdné brány: Atlantidy byl autorem jak hudby, tak znělky. V roce 1996 spolupracoval se svým otcem na sci-fi snímku Star Trek: První kontakt, pro seriál Svatyně složil znělku. Od roku 2006 psal také hudbu pro počítačové hry, jako první to byla hra Call of Duty 3.
V letech 1998 a 2006 byl nominován na cenu Emmy pro nejlepší hudební kompozici v seriálu, v prvním případě za seriál Hvězdná brána, podruhé za Hvězdnou bránu: Atlantidu. Na Emmy byl nominován i v roce 2005, tentokrát v kategorii Nejlepší znělka za práci na seriálu Hvězdná brána: Atlantida.